# Hai & Topsy

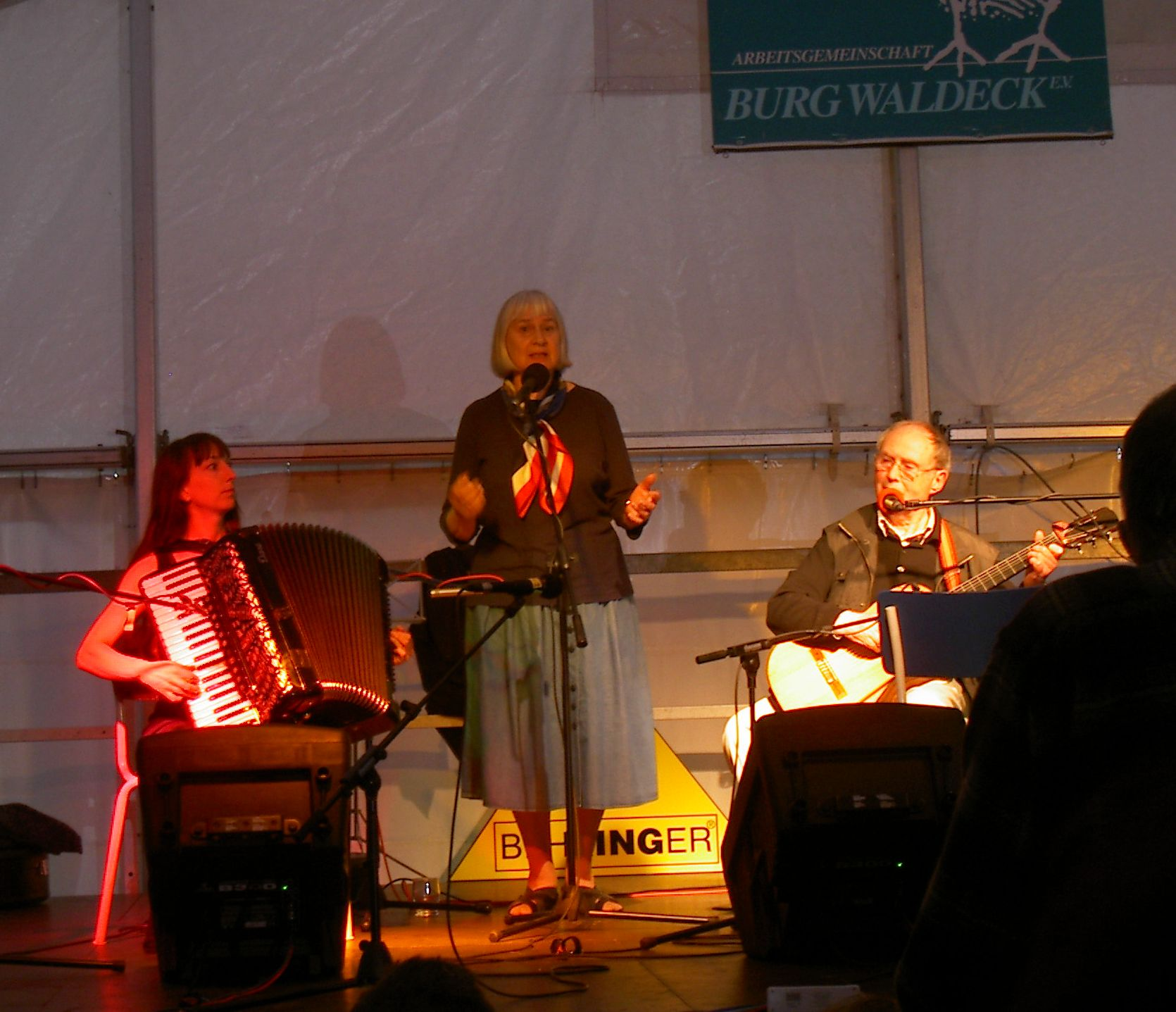
Hai und Topsy 2004 beim Liederfestival auf der Burg Waldeck (Akkordeon: Miriam Oldenburg)

Hai & Topsy war ein schwedisches Folk-Duo, bestehend aus Heinrich Frankl (* 14. Februar 1920 in Charlottenbrunn (Schlesien); † 13. Januar 2016) und Gunnel Frankl, geborene Wahlström (* 20. Oktober 1926 in Stockholm; † 28. Mai 2020). Die beiden waren zudem Sammler und Editoren jiddischer Lieder.

## Leben
Heinrich Frankl wuchs in Wiesbaden auf. Sein Vater stammte aus Wien. Mit einem Affidavit, das ihm Freunde aus seiner Wiesbadener Gruppe des Nerother Wandervogels besorgen konnten, sowie einem Visum, das ihm Quäker verschafften, gelang ihm als 19-Jährigem drei Tage vor Ausbruch des Zweiten Weltkriegs ein Entkommen nach Schweden; seine jüdischen Eltern kamen vermutlich im Lager Litzmannstadt ums Leben. Zunächst arbeitete er in einer Gärtnerei. Mit Heinz Goldstein trat er als Gruppe Las Guitarras bei Vereinsveranstaltungen und in schwedischen Volksparks auf. Nach Kriegsende konnte er mit einem monatlichen Zuschuss der Quäker ein vierjähriges Malerei-Studium an einer Kunstfachschule aufnehmen. 1951 kaufte das Stockholmer Stadtmuseum seine Wandmalerei Tunnel unter der Stadt auf. Frankl war Mitglied der International Association of Art – UNESCO und der Else-Lasker-Schüler-Gesellschaft.
Auf der Kunstfachschule lernte er Topsy (Gunnel Wahlström) kennen, die an derselben Kunstschule Graphik studierte. Hatte er sich bisher mit der Musik der Ostjuden und internationaler Folklore befasst, wurde er durch sie mit dem schwedischen Liedgut bekannt. Sie traten gemeinsam auf, und Hai & Topsy, wie sich das Duo nun nannte, begannen ihre Tourneen mit schwedischer und internationaler Folklore, später vor allem mit jiddischen Liedern und Liedern von Carl Michael Bellman. Zeitweise arbeiteten beide mit den schwedischen Spielleuten Kjell Westling (Klarinette, Saxophon, Horn und Flöte) und Björn Ståbi (Fiedel) zusammen.
1964 bis 1966 traten sie in Deutschland bei den internationalen Waldeck-Festivals auf der Burg Waldeck im Hunsrück auf, zusammen mit Reinhard Mey, Dieter Süverkrüp, Hannes Wader, Hein und Oss Kröher, Franz Josef Degenhardt und Peter Rohland. In seiner Jugend war Hai Frankl in einer Gruppe des Nerother Wandervogels und lernte dort den Schriftsteller Werner Helwig kennen, mit dem ihn eine lebenslange Freundschaft verband. Hai & Topsy sangen später seine Lieder und Helwigs Brecht-Vertonungen aus der Hauspostille. Als Sammler und Editoren jiddischer Musik und mit den entsprechenden Tonträgeraufnahmen und Veröffentlichungen haben sie der untergegangenen Welt des Ostjudentums ein bleibendes Denkmal gesetzt.
Hai & Topsy waren Mitglieder der Arbeitsgemeinschaft Burg Waldeck und lebten in Stocksund nahe Stockholm.

## Werke

### Diskographie
- 1959 Visor med Hai & Topsy,EP, Cupol
- 1962 Trunkene Taverne, EP, Thorofon
- 1964 Hai & Topsy mit Folksongs aus 14 Ländern, LP, Polydor
- 1965 Uti det ruckel (Schwedische Lieder), LP, Nobody’s Dog
- 1968 Elvira Madigan, Single, Nobody’s Dog
- 1968 Styr mot Land (Schwed. Mingelay Boat Song), Single, Nobody’s Dog
- 1969 Folklore International, LP, Elite Special
- 1971 LP IV, LP, Thorofon
- 1972 Mungigorna (Maultrommellieder), Single, Spark
- 1975 Jag sjunger ej om kungar… (Lieder armer Leute), LP, Europafilm YTF
- 1975 Carl Michael Bellman, LP, HappyBird
- 1982 Wacht Oif! Jiddische Arbeiter- und Widerstandslieder, LP, FolkFreak
- 1986 Jiddische Lieder 2, LP, FolkFreak
- 1988 Werner Helwig. Lieder, LP, Thorofon
- 1988 Jiddische Lieder, CD, Wundertüte
- 1993 Wi ahin sol ich gejn?, CD, Wundertüte
- 1996 Werner Helwig. Lieder, CD, Thorofon
- 2000 Spätlese. 4 CDs in Box (mit 2 Beiheften, 28 + 40 S.), Thorofon

Mitwirkung auf CD:
- 1990 International Yiddish Festival, Cracow 1990, 3 Titel, Edition Künstlertreff
- 1990 Zweites Festival des jiddischen Liedes, Fürth 1990, 4 Titel, Relief
- 1993 Europäisches Jiddisch-Festival Leverkusen 1993, 2 Titel, Edition Künstlertreff

### Publikationen
- Jiddische Lieder (Hg.). Fischer. Frankfurt/M. 1981. ISBN 3-596-22960-X
- Wenn der Rabbi singt. Jiddische Lieder. (Vorwort: Salcia Landmann). Gütersloher Verlagshaus. Gütersloh 1996. ISBN 3-579-00721-1

### Ausstellungen
Heinrich (Hai) Frankl als Maler:
- 1993: Galerie Embla, Stockholm
- 2002, 2003 und 2006: Galerie Konsthallen, Stockholm
- 2007: Aktives Museum Spiegelgasse für Deutsch-Jüdische Geschichte, Wiesbaden
- 2008: Burg Waldeck (Hunsrück)
- 2009: Galerie Konsthallen, Stockholm

## Zitat
„Topsys Handbewegungen, ihr Gesichtsausdruck und ihre gefühlstiefe Artikulation, die die Lieder zusätzlich interpretieren, bekunden ihre Lebenserfahrung, Verständnis und Weisheit und runden für den Zuhörer das Gesamterlebnis ihres Vortrages ab.“